# Arcidiocesi di Pisa

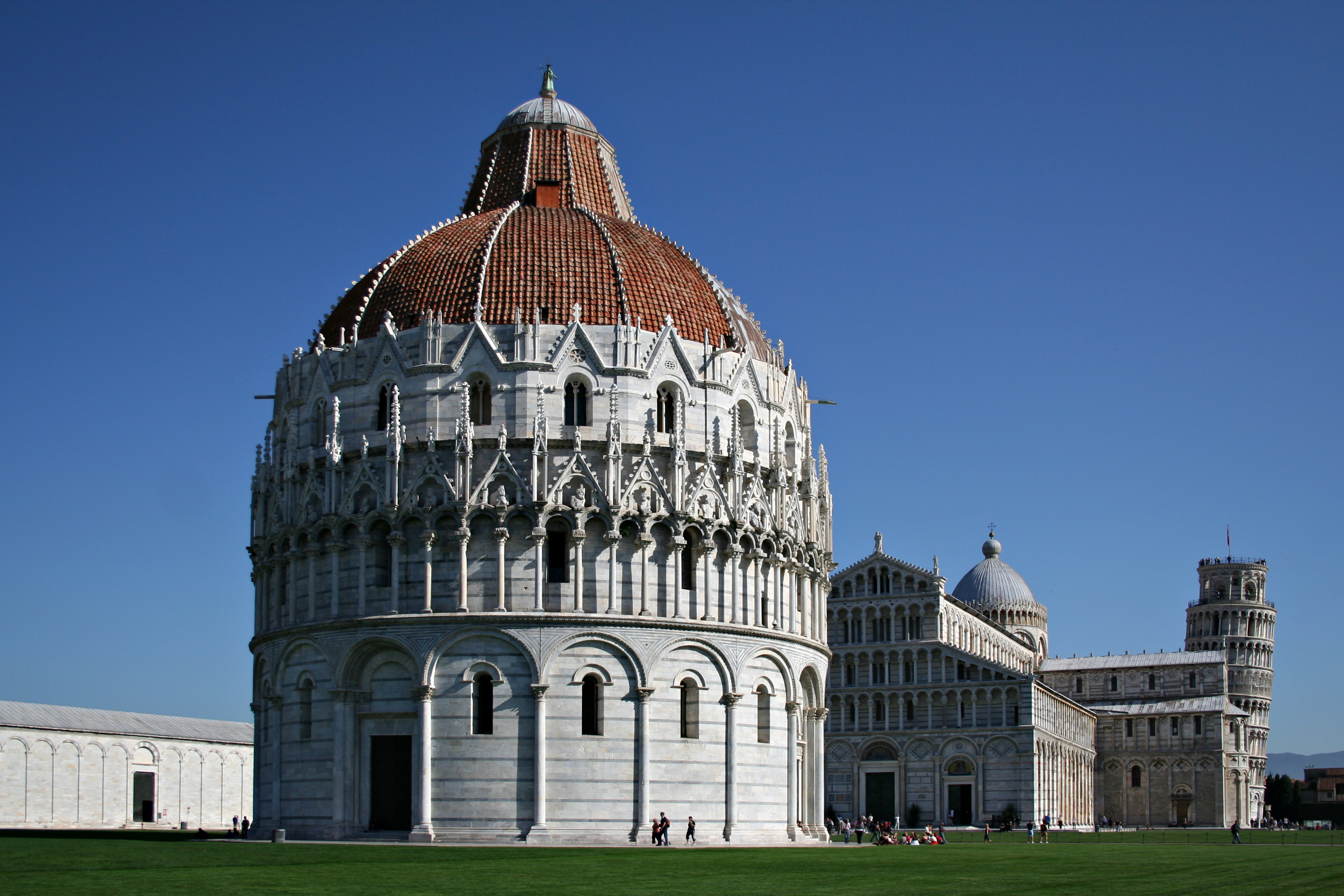
La piazza del Duomo, detta dei Miracoli.

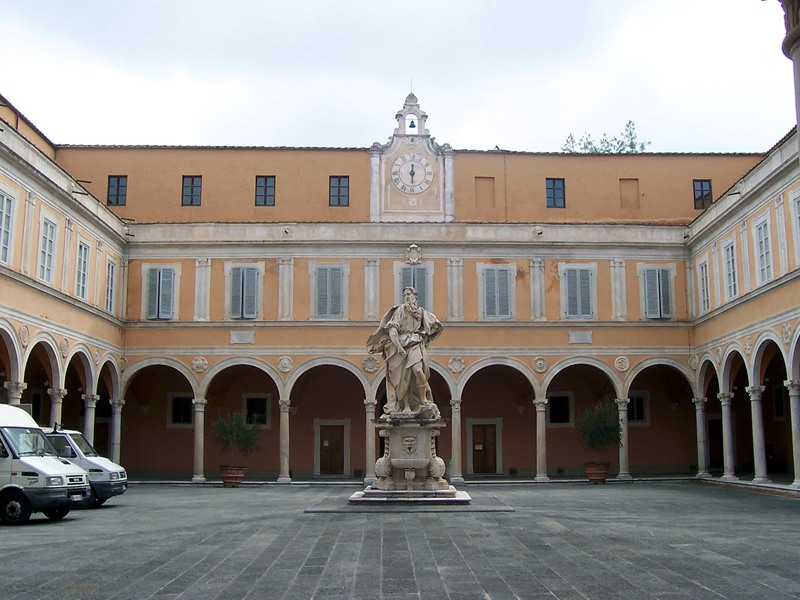
Cortile del palazzo arcivescovile di Pisa.

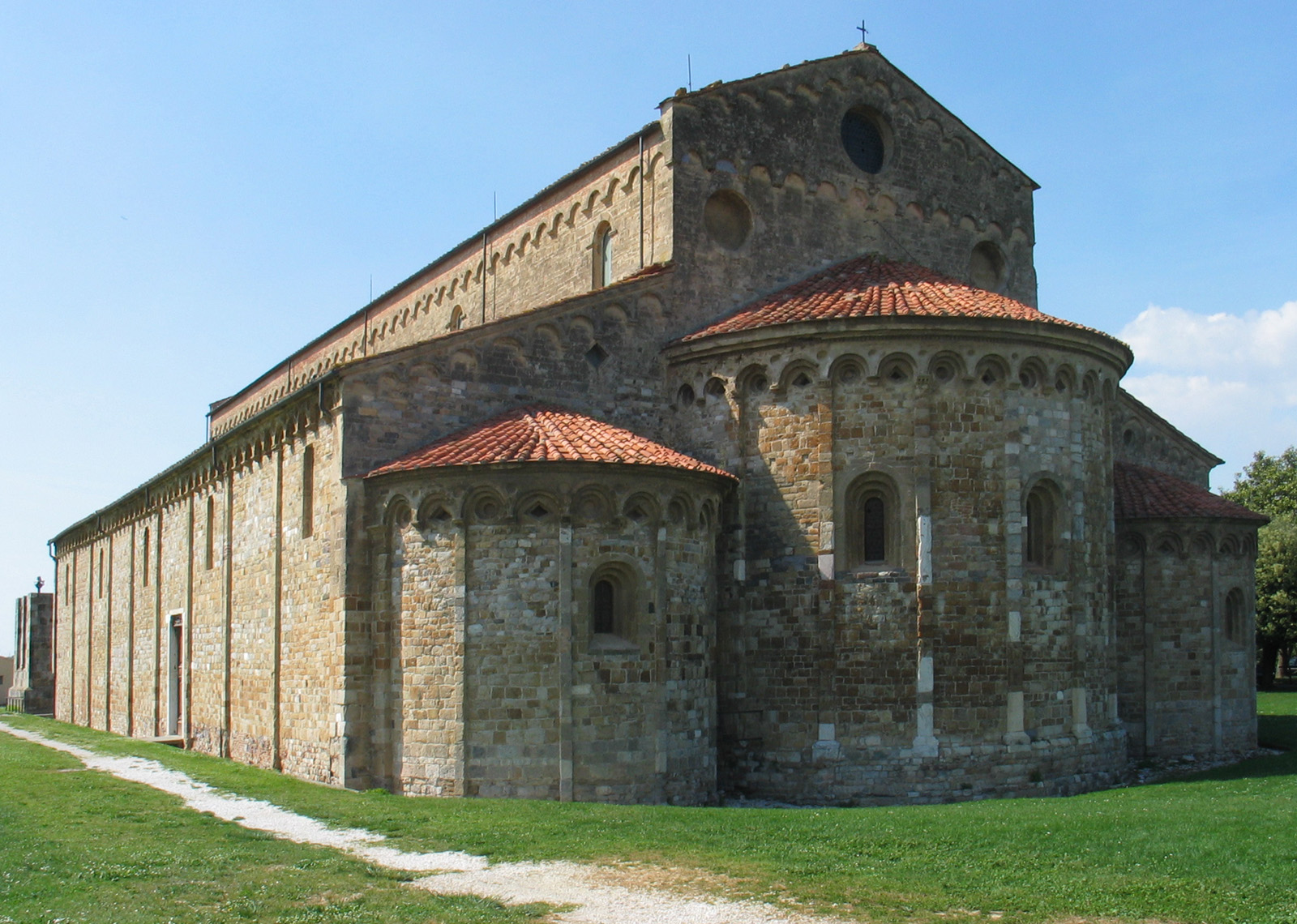
La basilica di San Pietro Apostolo a San Piero a Grado.

L'arcidiocesi di Pisa (in latino Archidioecesis Pisana) è una sede metropolitana della Chiesa cattolica in Italia appartenente alla regione ecclesiastica Toscana. Nel 2023 contava 303.200 battezzati su 322.352 abitanti. È retta dall'arcivescovo Saverio Cannistrà, O.C.D.
Dal 1092, l'arcivescovo di Pisa si fregia del titolo, attualmente puramente onorifico nonché conteso dagli arcivescovi di Cagliari e Sassari, di primate di Sardegna e Corsica.

## Territorio
L'arcidiocesi a causa delle vicissitudini che hanno accompagnato la sua storia ha confini frastagliati e comprende quattro zone non contigue: una parte della provincia di Pisa, precisamente la piana dell'Arno dalla città di Pisa fino a Pontedera, e la piana del Serchio a nord; ingloba poi le Colline Pisane a sud di Pisa, da Collesalvetti fino a San Pietro in Palazzi, lungo l'ex strada statale 206; comprende inoltre la Versilia storica con i comuni di Pietrasanta, Seravezza, Forte dei Marmi e Stazzema, una zona isolata dal resto dell'arcidiocesi, più una parte della Media Valle del Serchio, anch'essa isolata dal resto dell'arcidiocesi, corrispondente al comune di Barga.
Sede arcivescovile è la città di Pisa, dove si trova la cattedrale di Santa Maria Assunta.
Il territorio si estende su 847 km² ed è suddiviso in 166 parrocchie, raggruppate in 9 vicariati e 38 unità pastorali.

## Storia
La diocesi di Pisa nacque nei primi decenni del IV secolo e venne a sovrapporsi pressoché ai limiti delle circoscrizioni civili dell'epoca. Il primo vescovo noto è Gaudenzio, presente al sinodo di Roma del 313.
Secondo alcune ricostruzioni, inizialmente la diocesi di Pisa si estendeva a nord fino al fiume Versilia, seguendo poi il crinale delle Apuane; ad est il confine col territorio lucchese era costituito dapprima da tale crinale, poi da quello del Monte Pisano, e, dopo aver lambito il padule di Bientina, raggiungeva l'Arno all'altezza di Pontedera. A sud il confine, che divideva da Volterra, proseguiva lungo il fiume Era fino all'altezza di Capannoli. Dalla Valdera, forse attraverso il botro Fine di Rivalto, la linea di confine raggiungeva le colline retrostanti Chianni e proseguiva verso il fiume Fine. Il limite occidentale era naturalmente costituito dal Mar Tirreno.
Nel VI secolo, con l'invasione dei Longobardi, il territorio diocesano subì una forte riduzione a nord, ma acquistò spazi al sud, fino all'attuale Cecina.
Il 21 aprile 1092, sotto Dagoberto da Pisa, fu elevata al rango di arcidiocesi metropolitana. Il 27 aprile dello stesso anno papa Urbano II concesse a Pisa la giurisdizione metropolitica sulla Corsica in forza della bolla Cum universis.
Nel secolo successivo anche Genova fu elevata a sede metropolitana e le furono assegnate come suffraganee tre diocesi in Corsica. Tuttavia, il 1º maggio 1138 a Pisa papa Innocenzo II riconfermava la giurisdizione sopra le restanti tre diocesi corse e furono aggregate alla metropolia la diocesi di Populonia in terraferma e due diocesi sarde, con il titolo di primate del giudicato di Torres. L'11 aprile 1176 papa Alessandro III estendeva la giurisdizione primaziale pisana ai giudicati di Cagliari e Arborea.
Quando però i pisani furono espulsi dal dominio sulla Sardegna ad opera degli Aragonesi (1324) perdettero ogni diritto sulle isole. Nel 1446 anche Siena fu innalzata alla dignità arcivescovile e la provincia ecclesiastica pisana le cedette come suffraganee le diocesi di Massa Marittima e Populonia.
Il 26 aprile 1478 l'arcivescovo Francesco Salviati fu giustiziato a Firenze come responsabile della Congiura dei Pazzi. Nei quarant'anni successivi l'arcidiocesi rimase vacante e fu governata da amministratori apostolici.
Il 4 luglio 1797 fu eretta la diocesi di Pontremoli e aggregata alla provincia ecclesiastica pisana.
L'arcidiocesi subì ulteriori modifiche quando nel 1789 papa Pio VI sottrasse il pievanato di Massaciuccoli a Pisa per darlo a Lucca, accorpando però Seravezza e Barga all'arcidiocesi di Pisa.
In seguito al Concordato del 1801 tra la Santa Sede e la Francia l'arcidiocesi pisana perse la giurisdizione metropolitana sulle diocesi corse (Aleria e Sagona furono soppresse mentre la diocesi di Ajaccio, unica rimasta in Corsica, divenne suffraganea dell'arcidiocesi di Aix).
Infine nel 1806 l'arcidiocesi subì l'ultima modifica con la cessione di una porzione del suo territorio a vantaggio dell'erezione della diocesi di Livorno, suffraganea di Pisa, voluta da Maria Luisa di Borbone-Spagna e decretata il 25 settembre 1806 da papa Pio VII con la bolla Militantis Ecclesiae.
Nel 1822 fu eretta la diocesi di Massa, nuova suffraganea di Pisa. Le ultime suffraganee ad essere aggregate alla provincia ecclesiastica pisana furono la diocesi di Pescia e la diocesi di Volterra nel 1856.
Dal 6 al 13 giugno 1965 Pisa ospitò il XVII Congresso eucaristico nazionale italiano, a cui intervenne come legato pontificio il cardinale Ermenegildo Florit.

## Cronotassi dei vescovi
Si omettono i periodi di sede vacante non superiori ai 2 anni o non storicamente accertati.
- Gaudenzio † (menzionato nel 313)
- San Seniore o Senatore ? † (menzionato nel 410)
- Anonimo † (circa 470)
- Giovanni I † (menzionato nel 493/494 circa[1])
- Anonimo ? † (menzionato nel 556)[2]
- Alessandro † (circa 644/648)
- Opportuno † (menzionato nel 649[3])
- Mauriano † (674/680)
- Massimo † (prima del 715 - dopo il 730)
- Giovanni o Giustino † (prima del 744 - dopo il 748)
- Andrea † (prima del 754 - dopo il 768)
- Anonimo † (menzionato nel 774)[4]
- Rachinardo † (796 - 803 deceduto)
- Platone I † (menzionato nell'823)
- Giovanni II † (prima dell'826 - dopo l'848)
- Giovanni III † (prima dell'850 - dopo l'858)
- Platone II † (prima dell'866 - dopo l'876)
- Giovanni IV † (prima dell'877 - dopo l'891)
- Teodorico † (prima del 909 - dopo il 911)
- Wolfgherio † (prima del 920 - dopo il 927)
- Zenobio † (prima del 930 - dopo il 954)
- Grimaldo † (prima del 958 - dopo il 965)
- Alberico † (prima del 967 - dopo il 985)
- Raimberto † (prima del 987 - dopo il 996 deceduto)
- Guido I † (prima del 1005 - 1012 deceduto)
  - Lamberto? † (1012 - 1015)
- Azzone I † (1015 - dopo il 1031)
- Opizio † (prima del 1039 - dopo il 1059)
- Guido II † (prima del 1061 - 8 aprile 1076 deceduto)
- Landolfo † (prima del 1077 - 25 ottobre 1079 deceduto)
- Gerardo † (prima del 29 luglio 1080 - 8 maggio 1085 deceduto)[5]
- Dagoberto † (prima del 1088 - 1099 nominato patriarca di Gerusalemme)
- Pietro Moriconi † (dicembre 1104 - 1119 deceduto)
- Azzone II † (1119 - dopo agosto 1121 deceduto)
- Rogerio Ghisalbertini † (circa 1122 - aprile 1131 deceduto)
- Uberto Rossi Lanfranchi † (1132 - 1137 deceduto[6])
- Balduino † (1137 - 6 ottobre 1145 deceduto)
- Villano Villani † (1145 - 15 agosto[7] 1175 deceduto)
  - Benincasa † (21 marzo 1167 - 1170 deceduto) (antivescovo)
- Ubaldo Lanfranchi † (aprile 1176 - 1208 deceduto)
- Lotario Rosario † (aprile 1208 - 1216 nominato patriarca di Gerusalemme)
- Vitale † (1218 - 1253 deceduto)[8]
- Federico Visconti † (prima di luglio 1254 - 1º ottobre 1277 deceduto)
- Ruggieri degli Ubaldini † (10 maggio 1278 - 15 settembre 1295 deceduto)
- Teodorico Ranieri † (20 settembre 1295 - 13 giugno 1299 creato cardinale vescovo di Palestrina)
- Giovanni di Polo, O.P. † (10 febbraio 1299 - 10 maggio 1312 nominato vescovo di Nicosia)
- Oddone della Sala, O.P. † (10 maggio 1312 - 6 giugno 1323 nominato patriarca di Alessandria)
- Simone Saltarelli, O.P. † (6 giugno 1323 - 24 settembre 1342 deceduto)
- Dino di Radicofani † (7 ottobre 1342 - 1348 deceduto)
- Giovanni Scarlatti † (27 giugno 1348 - 19 o 27 febbraio 1362 deceduto)
- Francesco Moricotti † (16 maggio 1362 - 18 settembre 1378 dimesso)[9]
- Barnaba Malaspina † (marzo 1380 - 7 novembre 1380 deceduto)
- Lotto Gambacorta † (26 gennaio 1381 - 9 settembre 1394 nominato vescovo di Treviso)
- Giovanni Gabrielli † (9 settembre 1394 - 25 giugno 1400 deceduto)
- Ludovico Bonito † (15 novembre 1400 - 3 novembre 1406 nominato arcivescovo di Taranto)
- Alamanno Adimari † (3 novembre 1406 - 1411 dimesso)
- Pietro Ricci † (9 ottobre 1411 - 30 novembre 1417 deceduto)
- Giuliano Ricci † (23 febbraio 1418 - 26 dicembre 1460 deceduto)
- Filippo de' Medici † (14 gennaio 1461 - ottobre 1474 deceduto)
- Francesco Salviati † (14 ottobre 1474 - 26 aprile 1478 deceduto)
  - Raffaele Riario † (17 settembre 1479 - 1499 dimesso) (amministratore apostolico)
  - Cesare Riario † (3 giugno 1499 - 3 settembre 1518 nominato vescovo di Malaga) (amministratore apostolico)
  - Raffaele Riario † (3 settembre 1518 - 18 settembre 1518 dimesso) (amministratore apostolico, per la seconda volta)
- Onofrio Bartolini † (10 settembre 1518 - 27 dicembre 1555 deceduto)
- Scipione Rebiba † (13 aprile 1556 - 19 giugno 1560 nominato vescovo di Troia)
  - Giovanni de' Medici † (19 giugno 1560 - 20 novembre 1562 deceduto) (amministratore apostolico)
- Angelo Niccolini † (14 luglio 1564 - 15 agosto 1567 deceduto)
- Giovanni Ricci † (3 settembre 1567 - 3 maggio 1574 deceduto)
- Pietro Giacomo Borbone † (17 maggio 1574 - 22 novembre 1575 deceduto)
- Ludovico Antinori † (2 dicembre 1575 - 13 febbraio 1576 deceduto)
- Bartolomeo Giugni † (20 febbraio 1576 - 26 giugno 1577 deceduto)
- Matteo Rinuccini † (14 agosto 1577 - 8 giugno 1582 deceduto)
- Carlo Antonio Dal Pozzo † (17 settembre 1582 - 13 luglio 1607 deceduto)
- Sallustio Tarugi † (1º ottobre 1607 - 10 agosto 1613 deceduto)
- Francesco Bonciani † (6 novembre 1613 - 28 novembre 1619 deceduto)
- Giuliano de' Medici † (15 giugno 1620 - 16 gennaio 1636 deceduto)
- Scipione Pannocchieschi † (3 marzo 1636 - 1663 dimesso)
- Francesco Pannocchieschi † (27 agosto 1663 - 20 giugno 1702 deceduto)
- Francesco Frosini † (2 ottobre 1702 - 20 novembre 1733 deceduto)
- Francesco Guidi † (15 febbraio 1734 - luglio 1778 deceduto)
- Angiolo Franceschi † (28 settembre 1778 - 13 marzo 1806 deceduto)
- Ranieri Alliata † (6 ottobre 1806 - 11/18 agosto 1836 deceduto)[10]
- Giovanni Battista Parretti † (23 dicembre 1839 - 19 novembre 1851 deceduto)
- Cosimo Corsi † (19 dicembre 1853 - 7 o 10 ottobre 1870 deceduto)
- Paolo Micallef, O.S.A. † (27 ottobre 1871 - 8 marzo 1883 deceduto)
- Ferdinando Capponi † (8 marzo 1883 succeduto - 21 marzo 1903 deceduto)
- Pietro Maffi † (22 giugno 1903 - 17 marzo 1931 deceduto)
- Gabriele Vettori † (6 febbraio 1932 - 2 luglio 1947 deceduto)
- Ugo Camozzo † (13 gennaio 1948 - 22 settembre 1970 ritirato[11])
- Benvenuto Matteucci † (2 gennaio 1971 - 7 giugno 1986 ritirato)
- Alessandro Plotti † (7 giugno 1986 - 2 febbraio 2008 ritirato)
- Giovanni Paolo Benotto (2 febbraio 2008 - 6 febbraio 2025 ritirato)
- Saverio Cannistrà, O.C.D., dal 6 febbraio 2025

## Statistiche
L'arcidiocesi nel 2023 su una popolazione di 322.352 persone contava 303.200 battezzati, corrispondenti al 94,1% del totale.
| anno | popolazione | popolazione | popolazione | presbiteri | presbiteri | presbiteri | presbiteri                | diaconi | religiosi | religiosi | parrocchie |
| anno | battezzati  | totale      | %           | numero     | secolari   | regolari   | battezzati per presbitero | diaconi | uomini    | donne     | parrocchie |
| ---- | ----------- | ----------- | ----------- | ---------- | ---------- | ---------- | ------------------------- | ------- | --------- | --------- | ---------- |
| 1950 | 248.000     | 250.000     | 99,2        | 322        | 232        | 90         | 770                       |         | 100       | 700       | 152        |
| 1969 | 302.398     | 303.150     | 99,8        | 321        | 241        | 80         | 942                       |         | 98        | 1.000     | 169        |
| 1980 | 315.646     | 317.455     | 99,4        | 311        | 221        | 90         | 1.014                     |         | 105       | 726       | 176        |
| 1990 | 307.850     | 310.000     | 99,3        | 276        | 198        | 78         | 1.115                     |         | 88        | 518       | 166        |
| 1999 | 301.802     | 305.368     | 98,8        | 252        | 181        | 71         | 1.197                     | 7       | 73        | 430       | 166        |
| 2000 | 301.664     | 305.063     | 98,9        | 244        | 176        | 68         | 1.236                     | 11      | 70        | 435       | 166        |
| 2001 | 302.650     | 306.585     | 98,7        | 246        | 179        | 67         | 1.230                     | 13      | 69        | 438       | 166        |
| 2002 | 301.423     | 305.948     | 98,5        | 236        | 174        | 62         | 1.277                     | 15      | 65        | 412       | 166        |
| 2003 | 301.007     | 306.067     | 98,3        | 241        | 180        | 61         | 1.248                     | 17      | 64        | 398       | 166        |
| 2004 | 305.270     | 310.333     | 98,4        | 240        | 179        | 61         | 1.271                     | 17      | 64        | 390       | 166        |
| 2013 | 336.930     | 356.566     | 94,5        | 199        | 149        | 50         | 1.693                     | 21      | 56        | 361       | 166        |
| 2016 | 313.497     | 334.345     | 93,8        | 190        | 146        | 44         | 1.649                     | 24      | 46        | 361       | 166        |
| 2019 | 320.270     | 339.190     | 94,4        | 173        | 128        | 45         | 1.851                     | 24      | 47        | 340       | 166        |
| 2021 | 312.535     | 331.779     | 94,2        | 175        | 124        | 51         | 1.785                     | 24      | 52        | 330       | 166        |
| 2023 | 303.200     | 322.352     | 94,1        | 168        | 117        | 51         | 1.804                     | 24      | 56        | 320       | 166        |